# زارم
زارِم روستایی است در شهرستان بروجرد در استان لرستان. این روستا در بخش مرکزی این شهرستان (دشت سیلاخور) قرار دارد.

## جمعیت
بنابر سرشماری مرکز آمار ایران، جمعیت این روستا در سال ۱۳۸۵، برابر با ۴۷۹ نفر بوده‌است که از این میان ۲۴۸ نفر مرد و بقیه زن بوده‌اند. زارم ۱۱۵ خانوار جمعیت دارد.